# Фоскуле, Андреас
Андре́ас Фо́скуле (нем. Andreas Voßkuhle; род. 21 декабря 1963, Детмольд) — немецкий юрист.

## Биография
В 1983—1989 годах изучал юриспруденцию в Мюнхенском университете, в 1993 году защитил докторскую диссертацию. В 1992—1994 годах вёл юридическую практику в Аугсбурге, затем работал в баварском министерстве внутренних дел, с 1999 года стал профессором Фрайбургского университета. В 2008 году был назначен ректором Фрайбургского университета.
В мае 2008 года Фоскуле как кандидат СДПГ был назначен заместителем председателя Конституционного суда Германии, с 16 марта 2010 года по 15 мая 2020 года возглавлял Конституционный суд Германии.